# وعي فائق
الوعي الفائقأو الوعي الخارق هو جانب مقترح من العقل لمرافقة مفهوم الوعي الباطن و/أو اللاوعي. وفقًا لمؤيديه، فإن العقل الفائق قادر على اكتساب المعرفة من خلال آليات غير مادية أو نفسية ونقل تلك المعرفة إلى العقل الواعي. يمكن مقارنته بالوعي الأعلى، ولذلك يُزعم أنه يتجاوز الوعي الوعي البشري العادي. يستخدم المصطلح أيضًا لوصف حالات الوعي المتعالية التي يتم تحقيقها من خلال   التأمل والممارسات ذات الصلة، وبالتالي الوصول إلى العقل فائق الوعي مباشرة.
ووفقا لهذا النموذج، فإن المعرفة التي يكتسبها العقل الفائق لا يلزم أن تكون من الحاضر أو من مكان قريب. قد يكون من الماضي أو المستقبل، أو من حاضر بعيد جسديًا، أو من كائنات لا يمكن اكتشافها بالحواس الجسدية. ولذلك يعتقد مؤيدوه أن الوعي الفائق يقدم تفسيرًا للظواهر النفسية مثل الإدراك المسبق والرؤية عن بعد وجلسات تحضير الأرواح.
لا يعترف العلم السائد بأن مثل هذه الظواهر النفسية حقيقية، وبالتالي يعتبر النظريات التي تعتبرها علماً زائفاً.